# Старые Ляды
Старые Ляды (бел. Старыя Ляды) — упразднённый посёлок в Новоиолченском сельсовете Брагинского района Гомельской области Беларуси.

## География

### Расположение
В 42 км на юго-восток от Брагина, 3 км от железнодорожной станции Иолча (на линии — Овруч — Полтава), 161 км от Гомеля.

### Гидрография
На востоке сеть мелиоративных каналов.

## Транспортная сеть
Транспортные связи по просёлочной, затем автомобильной дороге Комарин — Брагин.
Планировка состоит из короткой прямолинейной улицы, близкой к меридиональной ориентации. Застроена односторонне деревянными домами усадебного типа.

## История
Известна с XIX века как деревня Ляды в Савицкой волости Речицкого повета Минской губернии. В начале 1920-х годов деревня Ляды разделилась на 2 — Старые Ляды и Новые Ляды. В 1930 году организован колхоз. Во время Великой Отечественной войны в сентябре 1943 года фашисты сожгли 26 дворов. Входила в состав совхоза «Красное» (центр — деревня Красное).
20 августа 2008 года посёлок упразднён.

## Население
После катастрофы на Чернобыльской АЭС и радиационного загрязнения жители (15 семей) переселены в 1986 году в чистые места.

### Численность
- 2010 год — жителей нет

### Динамика
- 1908 год — 32 двора, 172 жителя
- 1940 год — 29 дворов, 130 жителей
- 1986 год — жители (15 семей) переселены